# Noa (ca sĩ)
Achinoam Nini (tiếng Hebrew: אחינועם ניני, đã Latinh hoá: Aẖinóʿam Nini; sinh ngày 23 tháng 6 năm 1969), còn được biết đến với nghệ danh Noa (נועה), là một ca sĩ, nhạc sĩ, nghệ sĩ chơi nhạc cụ bộ gõ, nhà thơ, nhà soạn nhạc và là nhà hoạt động nhân quyền người Israel có hoạt động quốc tế. Bà được Gil Dor đệm đàn guitar khi biểu diễn và thường chơi trống conga và bộ gõ khi hát. Noa còn là người đại diện cho Israel tham dự Cuộc thi Eurovision Song Contest 2009 cùng với ca sĩ Mira Awad với bài hát " There Must Be Another Way". Âm nhạc của bà được biết đến là sự kết hợp giữa nhiều ngôn ngữ và phong cách. Bà đã biểu diễn ở 52 quốc gia và là nghệ sĩ Israel đầu tiên biểu diễn tại thành Vatican.